# Ngũ Cung (ban nhạc)
Ngũ Cung (thường được viết tắt là 5C, còn được biết tới với cái tên Pentatonic) là một ban nhạc rock người Việt Nam được thành lập tại Hà Nội vào năm 2007. Sau khi giành chiến thắng trong cuộc thi tìm kiếm tài năng âm nhạc Rock Your Passion, Ngũ Cung đã trở thành một hiện tượng của nền âm nhạc Việt Nam với màu sắc nhạc rock pha âm hưởng nhạc dân tộc Tây Bắc.
Ca khúc được xem là nổi tiếng nhất của ban nhạc, bài "Cướp vợ" đã lọt top 15 bài hát được Hội đồng nghệ thuật của Bài hát Việt lựa chọn để tranh giải trong đêm chung kết của cuộc thi năm 2008 và giúp ban nhạc giành giải Nhạc sĩ ấn tượng và Nhạc sĩ phối khí hiệu quả tháng 12. Tháng 5 năm 2009, ban nhạc phát hành album phòng thu đầu tay mang tên 365000 với sự hợp tác đến từ Honda Việt Nam. Năm 2014, nhóm tiếp tục cho ra mắt album phòng thu thứ hai có nhan đề Cao nguyên đá, kèm theo đó là một liveshow quảng bá album được tổ chức tại Trung tâm triển lãm Giảng Võ, Hà Nội.
Trong suốt sự nghiệp hoạt động nghệ thuật, Ngũ Cung đã trình diễn trên nhiều sân khấu lớn như đại nhạc hội Rock Storm, V-Rock, hay các chương trình truyền hình như Bài hát Việt, Sao Mai điểm hẹn và Giai điệu tự hào. Năm 2017, nhân kỷ niệm sinh nhật 10 năm của nhóm, Ngũ Cung cũng tham dự các liveshow như đêm chung kết cuộc thi Lễ hội pháo hoa quốc tế Đà Nẵng và CKX của Trường Đại học Xây dựng. Năm 2022, ban nhạc tham gia chuỗi chương trình biểu diễn mang tên "Ride2Rock – Rock hit 2022" được tổ chức ở nhiều thành phố, bên cạnh đó là liveshow kỷ niệm 15 năm hoạt động. Cuối tháng 11 năm 2022, nhóm chính thức phát hành album Red trên các nền tảng nghe nhạc trực tuyến. Vào tháng 11 năm 2023, giọng hát chính lâu năm Đỗ Hoàng Hiệp đã xin ra khỏi ban nhạc. Vào tháng 11 năm 2024, Ngũ Cung phát hành album phòng thu thứ tư Di sản. 

## Lịch sử hoạt động

### Thành lập
Tất cả các thành viên của Ngũ Cung đều xuất thân là sinh viên của Nhạc viện Hà Nội. Khởi đầu, tay trống Hùng Cường và lead guitar Trần Thắng gặp nhau trong một cuộc thi guitar. Cả hai có cùng đam mê chơi nhạc và niềm yêu thích đặc biệt với progressive rock nên đã manh nha ý tưởng thành lập một ban nhạc rock chơi thể loại prog chuyên nghiệp của Việt Nam. Hùng Cường gọi thêm Đức Long (lúc ấy đang chơi keyboard cho Mắt Bão). Không lâu sau, Minh Đức và Hoàng Hiệp gia nhập band. Ban nhạc chính thức được thành lập ngày 10 tháng 10 năm 2007, trước cuộc thi Rock Your Passion không lâu. Bùi Thanh Hà là người chịu trách nhiệm quản lý ban nhạc Ngũ Cung.
Sau khi được biết đến với tư cách là những người chiến thắng cuộc thi Rock Your Passion, Ngũ Cung được xem là cơn gió lạ của nền âm nhạc Việt Nam với màu sắc âm nhạc rock pha âm hưởng nhạc dân tộc Tây Bắc. Ngũ Cung và ban nhạc về thứ hai trong cuộc thi Rock Your Passion là UnlimiteD đã được chọn làm đại diện của Việt Nam khi biểu diễn cùng với ban nhạc alternative rock người Mỹ My Chemical Romance tại chương trình Tiger Unite 08. Họ là ban nhạc rock đầu tiên ở Việt Nam biểu diễn trong khán phòng của Nhà hát Lớn trong chương trình trao giải âm nhạc Cống hiến 2007, ngoài ra còn được mời biểu diễn mở màn trong đêm thi rock của cuộc thi Sao Mai điểm hẹn 2008. "Cướp vợ" là ca khúc được viết bởi Trần Thắng và ông nội của anh là Trần Tuấn Long, được các ấn phẩm báo chí như Tuần Việt Nam đánh giá cao trong mục văn hóa của trang. "Cướp vợ (tục lệ người H'mông)" từng lọt vào bảng xếp hạng Vina 10 của XoneFM VOV3, Đài Tiếng nói Việt Nam. Năm 2008, "Cướp vợ" là ca khúc đầu tiên của Ngũ Cung lọt vào cuộc thi Bài hát Việt do kênh VTV3 tổ chức. Tháng 12 năm 2008, bài hát đã đem về cho nhóm giải Nhạc sĩ phối khí hiệu quả của tháng.

### 2009–2013:Bài hát Việt, album đầu tay và chuỗi Nhạc hội Rock Storm
Đầu năm 2009, "Cướp vợ" đã vinh dự nằm trong top 15 bài hát được Hội đồng nghệ thuật của Bài hát Việt lựa chọn để tranh giải trong đêm chung kết của cuộc thi. Sau cùng bài hát đã đem về cho ban nhạc giải Nhạc sĩ ấn tượng. Ngũ Cung đã tham gia làm đại sứ chương trình Giờ Trái Đất 2009. Mùa hè năm 2009, tay trống trưởng nhóm Hùng Cường nhận được học bổng sang Úc học. Thay thế anh là An Chính. Vào tháng 10, Minh Đức bận đi lưu diễn với Dàn nhạc giao hưởng Học viện Âm nhạc Quốc gia Việt Nam, và Hải Bằng là người thay thế vị trí của anh trong nhóm. Ngũ Cung cùng với Microwave, H.O.T Rock, White Noise và ca sĩ Tina Tình đã tham gia 5 buổi biểu diễn trong chuỗi Rock Storm 2 – chương trình lưu diễn xuyên Việt do Mạng di động MobiFone tổ chức, với Thành phố Buôn Ma Thuột là điểm diễn mở đầu cho 5 chặng cuối của chương trình. Cuối tháng 5 năm 2009, Ngũ Cung cho phát hành album đầu tay mang tên 365000 dành cho khán giả. Album được làm với sự hợp tác giữa Ngũ Cung và Honda Việt Nam. Ngũ Cung đã hợp tác với RIKI, Trần Thanh Phương, Trần Tuấn Long trong việc thu âm album đầu tay này. Họ đã hát cùng với RIKI trong bài hát tiếng Anh duy nhất của album là "East", một bài hát mang màu sắc của Trung Đông. Ngũ Cung viết cùng Nguyễn Vĩnh Tiến ca khúc "Lồng ngực tối", một ca khúc mang phong cách ballad. Trong 365000 cũng có ca khúc "BeU" - bản tiếng việt, là ca khúc họ hợp tác cung với Honda Việt Nam. "365000" – bài hát chủ đề và cũng là tên của album, được làm với mục đích chào mừng Đại lễ 1000 năm Thăng Long – Hà Nội. Không lâu sau, nhóm kết nạp thêm một thành viên mới ở vị trí tay bass là David Goodman Payne gốc Tây.
Trong chuyến thăm cấp nhà nước của Hoàng gia Đan Mạch tới Việt Nam vào tháng 11, Đại sứ quán Đan Mạch đã tổ chức các buổi biểu diễn Let's rock với sự tham gia của ban nhạc rock Đan Mạch The Blue van. Ngũ Cung đã cùng The Blue van biểu diễn Let's rock tại Hà Nội. Trên vé ghi tên tiếng Anh của nhóm là Pentatonic. Ban nhạc đưa ra bản mix mới cho "Lồng ngực tối" vào liveshow cuối cùng của Rock Storm 2010 tại Sài Gòn. Và sau đó là các buổi diễn tại CAMA Festival 2010 Dance4Life, Tiger Translate 2010 tại Hà Nội.
Năm 2011, Ngũ Cung đã nhận được lời mời so tài cùng hai ban nhạc Final Stage và Nu Voltage để trình diễn tại Hanoi Rock City, nằm trong chuỗi chương trình mang tên "Keep your Passion". Năm 2012, Ngũ Cung tiếp tục tham gia Nhạc hội Rock Storm được tổ chức tại hàng loạt thành phố lớn như Hà Nội, Hải Phòng, Huế, Đà Nẵng, Cần Thơ và Thành phố Hồ Chí Minh, trong đó nổi bật là màn trình diễn bài "Tiến quân ca" trên nền nhạc rock tại Thành phố Huế. Đêm diễn cuối cùng của Rock Storm 2012 được tổ chức tại Cần Thơ vào ngày 31 tháng 1 năm 2013. Không lâu sau, Ngũ Cung cùng các ban nhạc rock Việt như Bức Tường, Microwave, Oringchains, Thủy triều Đỏ và ban nhạc người Thụy Điển tái tham dự tour diễn xuyên Việt Rock Storm khắp các tỉnh thành như Hải Phòng, Huế, Đà Nẵng, Thành phố Hồ Chí Minh... với đêm diễn cuối cùng được tổ chức tại sân vận động Mỹ Đình, Hà Nội. Tháng 10 năm 2013, Ngũ Cung cùng ca sĩ Văn Mai Hương đã nhận lời mời của Đài Truyền hình Việt Nam để góp mặt trong Liên hoan ca nhạc truyền hình châu Á – Thái Bình Dương, được tổ chức tại Nhà hát Lớn Hà Nội vào ngày 26 tháng 10 năm 2013.

### 2014–2019:Cao nguyên đávà liveshow kỷ niệm sinh nhật 10 tuổi

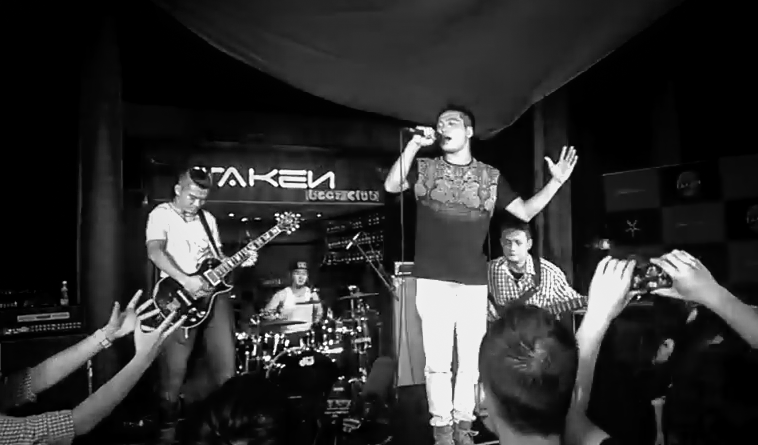
Ngũ Cung vào năm 2015

Ngày 3 tháng 10 năm 2014, ban nhạc đã có một phần trình diễn dài 60 phút để thể hiện các bài hát trích trong album mới trong khuôn khổ Nhạc hội quốc tế Gió mùa trước 10.000 khán giả ở Thủ Đô. Ngày 11 tháng 10 năm 2014, ban nhạc tổ chức một buổi sinh nhật kín mừng 7 tuổi với sự tham gia của các khách mời là Lê Cát Trọng Lý và Thái Thùy Linh tại nhà riêng của họa sĩ Đào An Khánh. Album thứ hai của ban nhạc mang tên Cao nguyên đá được Ngũ Cung phát hành vào ngày 7 tháng 12 năm 2014. Ngày 12 tháng 12 năm 2014, Ngũ Cung tổ chức và tham dự một liveshow quảng bá album tại Trung tâm triển lãm Giảng Võ, Hà Nội. Sự kiện quy tụ những tên tuổi nổi tiếng như Black Infinity, Oringchains, Trần Thu Hà và nghệ sĩ nhạc dân tộc Ngô Hồng Quang.
Ngày 31 tháng 12 năm 2016, Ngũ Cung cùng với Mỹ Linh và Tùng Dương nhận lời tham gia đêm nhạc "Lễ hội âm nhạc chào mừng năm mới - Countdown Party 2017" diễn ra tại Công viên Thống Nhất, Hà Nội. Tháng 2 năm 2017, Ngũ Cung nhận lời tham dự một liveshow của Bức Tường mang tên "Trần Lập – Hẹn gặp lại" để tưởng nhớ cố ca sĩ Trần Lập vừa mới qua đời một năm trước. Tháng 6 năm 2017, Ngũ Cung thông báo rằng sẽ trình diễn tại đêm chung kết của cuộc thi Lễ hội pháo hoa quốc tế Đà Nẵng, vào đúng dịp 10 năm thành lập nhóm. Tháng 10 năm 2017, Ngũ Cung đã tổ chức một liveshow nhân kỷ niệm sinh nhật 10 tuổi, họ đã thể hiện các ca khúc làm nên tên tuổi của mình như "Nụ hôn trên đỉnh Fanxipan", "Cướp vợ (tục lệ người H'mông)" hay "Cao nguyên đá" bằng chất liệu acoustic. Tháng 11 năm 2017, Trường Đại học Xây dựng đã tổ chức một đêm hội nhạc rock với tên gọi CKX và mời Ngũ Cung, Cát và Re-Cycle tới trình diễn, thu hút gần 8 nghìn sinh viên tham dự và hàng chục nghìn lượt xem trực tuyến trên kênh VTC3.
Tháng 3 năm 2018, các thành viên của Ngũ Cung đã tham gia một buổi họp báo của cuộc thi dành cho ban nhạc mang tên "The Band by VinaPhone" tổ chức bởi VinaPhone. Cùng năm đó, Ngũ Cung và Quang Dũng còn nhận làm khách mời tham dự một chương trình âm nhạc của Phạm Thu Hà có tên là "Chân dung âm nhạc". Năm 2019, Ngũ Cung nhận lời tham dự Nhạc hội V-Rock - sự kiện quy tụ đông đảo các nghệ sĩ rock Việt trên toàn quốc, do kênh VTC3 tổ chức.

### 2020–2023: "Yêu", liveshow kỷ niệm 15 năm vàRed
Năm 2020, tại Quảng trường Đông Kinh Nghĩa Thục trong đêm Nhạc hội BridgeFest, Ngũ Cung đã thể hiện hai bài hát mới của mình là "Yêu" và "Mẹ thiên nhiên", bên cạnh sự tham gia của nhiều tên tuổi như Bức Tường, Ngọt hay Thái Thùy Linh. Ca khúc "Yêu" do tay guitar Trần Thắng và nhạc sĩ Nguyễn Đức Cường đồng sáng tác, đánh dấu lần đầu tiên Cường hợp tác cùng một ban nhạc rock. MV của "Yêu" chính thức được ra mắt vào ngày 15 tháng 4, tay guitar Trần Thắng chia sẻ: "Khi MV này ra mắt, còn một điều mà chúng tôi muốn nhắc tới chính là việc Ngũ Cung và Nguyễn Đức Cường đều không phải là những diễn viên chuyên nghiệp, chính vì thế để sản phẩm này ra mắt chính là một món quà mà ekip muốn dành tới khán giả". Bên cạnh đó, phía Ngũ Cung bộc bạch đây chính là bước chân khám phá những điều mới trong âm nhạc. Ca sĩ Phương Thanh là một trong những người được xem demo trước của ca khúc và rất ấn tượng, nhận xét "đây là một bài hát hay của các chàng trai rất men, rất đàn ông".
Từ cuối năm 2021 đến đầu năm 2022, ca sĩ Đỗ Hoàng Hiệp (đại diện cho Ngũ Cung) đã nhận lời làm huấn luyện viên của gameshow Rock Việt do đài HTV tổ chức. Anh tham gia làm huấn luyện cùng các ca sĩ Phương Thanh, Phạm Anh Khoa, Siu Black, nghệ sĩ guitar Trần Tuấn Hùng (thủ lĩnh Bức Tường) và Đinh Tuấn Khanh (Microwave). Trong đêm gala trao giải Rock Việt, các thành viên của nhóm đã có mặt làm khách mời trình diễn cùng Bức Tường, Microwave và quán quân của cuộc thi là Metanoia. Ngày 22 tháng 5 tại Hà Nội, quản lý Bùi Thanh Hà thông báo ban nhạc sẽ tham dự một  chuỗi chương trình biểu diễn rock mang tên "Ride2Rock – Rock hit 2022" với điểm dừng chân đầu tiên là thành phố Thanh Hóa, cùng với sự góp mặt của các ban nhạc Microwave, Metanoia, Re-cycle, Chú Cá Lơ và Mèow Lạc. Thanh Hà là tổng đạo diễn của chương trình, trong khi Trần Thắng làm giám đốc âm nhạc. Ngày 16 tháng 7 năm 2022, cũng tại Thanh Hoá, ban nhạc cùng Re-cycle và Chú Cá Lơ đã có mặt trình diễn tại đêm nhạc rock thuộc chuỗi sự kiện nghệ thuật Sun Fest Sầm Sơn. Ngày 6 tháng 8 năm 2022, Bức Tường, Ngũ Cung và nhiều ban nhạc khác tiếp tục có mặt biểu diễn trong show Ride2Rock tại thành phố Hạ Long, Quảng Ninh với sự góp mặt khách mời của ca sĩ Ngọc Anh từ cuộc thi Sao Mai điểm hẹn. Ngày 8 tháng 10 năm 2022, nhân dịp kỷ niệm 15 năm hoạt động, ban nhạc tổ chức liveshow "15 năm – Sống cùng rock" tại Polygon Musik, Hà Nội, với danh sách khách mời gồm nghệ sĩ Trần Tuấn Hùng, nhạc sĩ Nguyễn Đức Cường, Skull Of Rock và Mủn Gỗ. Cuối tháng 11 năm 2022, Ngũ Cung chính thức phát hành album Red trên các nền tảng nghe nhạc trực tuyến.

### 2024–nay: Thay đổi đội hình vàDi sản
Vào ngày 18 tháng 5 năm 2024, Ngũ Cung công bố đội hình mới với 5 thành viên bao gồm Trần Thắng (guitarist, sáng tác), Hoàng Đức (trống), Hồng Phi (hát chính), Hoàng Xuân Bách (bassist) và Hoàng Xuân Bắc (guitarist). Tuy nhiên, thông báo này gây chú ý vì không có sự xuất hiện của giọng hát chính lâu năm Đỗ Hoàng Hiệp. Nói về sự thiếu vắng này, thủ lĩnh Trần Thắng cho biết nam ca sĩ đã xin ra khỏi ban nhạc từ tháng 11 năm 2023. Vào ngày 1 tháng 11 năm 2024, Ngũ Cung phát hành album phòng thu thứ tư mang tên Di sản sau 10 năm ấp ủ. Di sản tập hợp các sản phẩm mà ban nhạc đã đầu tư và ra mắt trước đây như "Đón em trở về", "Man Lê 1979", "Cô đôi thượng ngàn", "Yêu", "Chung một ước mơ", "Nhảy lửa cầu mưa" (văn hóa người dân tộc Pà Thẻn), "Về tuổi thơ" và "Sơn Đoòng"; cùng với hai bài hát mới sáng tác như "Sống khác đi" và "Mẹ thiên nhiên".

## Đón nhận

### Dấu ấn nghệ thuật
Âm nhạc của Ngũ Cung thường được miêu tả là sự pha trộn giữa các thể loại hard rock, progressive rock và chịu ảnh hưởng từ nhạc dân gian Việt Nam, đặc biệt là văn hóa âm nhạc miền Tây Bắc. Trong suốt sự nghiệp hoạt động âm nhạc, Ngũ Cung thường xuyên được các ấn phẩm báo chí Việt chuyên về mảng nghệ thuật khen ngợi và đánh giá cao. Báo điện tử của Đài Tiếng nói Việt Nam bình luận: "Thường đề cập đến văn hóa con người Việt Nam, ban nhạc Ngũ Cung mong muốn bạn bè thế giới sẽ biết đến nhiều hơn về truyền thống Việt... Mang đến những bản nhạc rock đậm âm hưởng dân gian Việt Nam, đó là điều mà ban nhạc rock Ngũ Cung đã làm được để chinh phục khán giả không chỉ trong nước mà cả khán giả nước ngoài." Báo Văn Nghệ Công An thì nhận định Ngũ Cung "đã tạo ra được tiếng nói riêng về âm nhạc, những sáng tạo của họ đã kết hợp nhuần nhuyễn tinh hoa âm nhạc thế giới với nét đẹp văn hóa lâu đời (dân ca các vùng miền, nhất là vùng Tây Bắc) của Việt Nam và dựa trên cảm xúc cũng như tâm hồn của mỗi người trong ban nhạc." Trang web của Hội Nhạc sĩ Việt Nam từng đánh giá về sức sáng tác Ngũ Cung rằng: "sáng tạo của họ hiện chinh phục không chỉ số đông mà còn với người trong giới chuyên môn." Cây viết Phạm Thu Hương của báo An ninh Thủ Đô đặc biệt ấn tượng các bài "Cướp vợ (tục lệ người H'mông)", "Tắm tiên" đến "Nỗi đau", "Giã cối đêm trăng" với lời bình: "lối sống, văn hóa của người vùng cao hiện lên ấn tượng trong các tác phẩm của Ngũ Cung. Không gian trùng trùng điệp điệp của núi rừng, với các lễ hội mùa xuân rộn ràng và giàu bản sắc đã được thể hiện qua chất Rock cháy bỏng, cuồng nhiệt và đầy đam mê... Hướng về truyền thống đậm đà tính dân tộc, Ngũ Cung như 'cơn gió lạ' của nhạc Việt. Gai góc, sần sùi nhưng các chàng trai của Ngũ Cung đã bám sát đời sống đương đại, thể hiện góc nhìn riêng về cuộc sống."
Nói về màn trình diễn của nhóm tại sân khấu của các chương trình truyền hình như Giai điệu tự hào và Quà tặng thời gian, tác giả Hội Vũ của báo Nhân Dân đánh giá cao cách thổi hổn mới mẻ của Ngũ Cung vào những bài hát kinh điển như "Hành khúc ngày và đêm", "Lá đỏ", "Giấc mơ Chapi", "Hò kéo pháo" bằng nhận định: "Với mục đích làm mới lại ca khúc đã đi cùng năm tháng, đưa những ca khúc vốn 'nằm lòng"' của thế hệ cha anh đến với công chúng trẻ hiện nay, ban nhạc Ngũ Cung đã tìm đến các ca khúc cách mạng để thử sức... Người nghe khá bất ngờ khi thưởng thức các màn trình diễn phá cách của Ngũ Cung. Những bài hát thường được gọi là 'nhạc đỏ' từng được thể hiện thành công bởi các ca sĩ thế hệ trước... được ban nhạc thổi vào một tinh thần mới, trẻ trung, mang dấu ấn đương đại với phong cách Rock. Đây được xem như một cách thể nghiệm khá táo bạo để Ngũ cung đưa nhạc cách mạng đến với khán giả trẻ." Báo Sài Gòn Giải Phóng khen ngợi Ngũ Cung vì "đã và đang tạo nên trải nghiệm thú vị cho người nghe khi kết hợp âm nhạc dân tộc với những thể loại âm nhạc thời thượng khác". Ngũ Cung từng được trang MTV Việt Nam chọn ở vị trí số 4 trong danh sách "Top 10 ban nhạc rock nổi tiếng Việt Nam".

### Tranh cãi
Tháng 3 năm 2010, trên một số diễn đàn xuất hiện những mẩu tin về việc một số ca khúc của Ngũ Cung có phần nhạc đệm giống với một số các ca khúc của nước ngoài, đặc biệt trong số đó là bài "Lồng ngực tối" giống một đoạn video trên YouTube. Ban nhạc ban đầu phủ định sự việc nhưng sau đó đã phải lên tiếng xin lỗi người hâm mộ về vụ việc này. Những ca khúc khác của Ngũ cũng được cho là nằm trong nghi vấn đạo nhạc gồm có đoạn nhạc quảng cáo "Be U" cho Honda có nét giống bài "Girlfriend" của Avril Lavigne, bài "Live Wave" có vài đoạn nhạc gần giống "Around the World" của Red Hot Chili Peppers, hay bài "365.000" có nét giống bài "Stockholme Syndrome" của Muse.
Tháng 10 năm 2020, cây viết Thùy Trang của báo Người lao động đã đăng một bài viết, nhận định rằng có liên hệ giữa phát ngôn của Ngũ Cung và sự thoái trào của rock Việt: "ban nhạc rock Ngũ Cung Pentatonic gây chú ý khi nhận định: 'Rock đã chết!'. Trên nhiều diễn đàn là những cuộc tranh cãi không hồi kết về sự tồn tại của rock Việt."

## Thành tựu

### Giải thưởng
| Năm  | Giải thưởng  | Tác phẩm đề cử | Hạng mục                           | Kết quả   | Nguồn                      |
| ---- | ------------ | -------------- | ---------------------------------- | --------- | -------------------------- |
| 2009 | Bài hát Việt | "Cướp vợ"      | Nhạc sĩ phối khí hiệu quả tháng 12 | Đoạt giải | [ 8 ]                      |
| 2009 | Bài hát Việt | "Cướp vợ"      | Bài hát của năm                    | Đề cử     | [ 9 ] [ 10 ] [ 11 ] [ 12 ] |
| 2009 | Bài hát Việt | "Cướp vợ"      | Nhạc sĩ ấn tượng                   | Đoạt giải | [ 9 ] [ 10 ] [ 11 ] [ 12 ] |

### Các danh hiệu khác
| Danh hiệu                                    | Tổ chức trao tặng       | Nguồn  |
| -------------------------------------------- | ----------------------- | ------ |
| Top 10 ban nhạc rock nổi tiếng Việt Nam (#4) | MTV Việt Nam            | [ 70 ] |
| Ban nhạc triển vọng của năm 2008             | Đại học Quốc gia Hà Nội | [ 75 ] |

## Thành viên

### Hiện tại
- Hồng Phi – hát chính (2024–nay)
- Trần Thắng – sáng tác, lead guitar, hát bè, thủ lĩnh (2007–nay)
- Hoàng Xuân Bách – bass, hát bè (2024–nay)
- Trần Đức – trống (2015–nay)
- Hoàng Xuân Bắc – rhythm guitar, hát bè (2024–nay)

### Cũ
- Đỗ Hoàng Hiệp – hát chính (2007–2023)[1]
- Nguyễn Minh Đức – bass (2007–2009)
- Nguyễn Hữu Vượng – keyboard (2010–2012)
- Hoàng Hải Bằng – bass (2009–2012)
- Trương An Chính – trống (2009–2012)
- Nguyễn Hùng Cường – trống (2007–2009, 2012–2014)
- Nguyễn Đức Long – keyboard (2007–2010)
- Nguyễn Tuấn (Tuấn "mặt ma") – bass (2014–2016)
- Phonesay Alounsavath – bass (2017–2022)
- David Payne – bass (2014–2015)

## Danh sách đĩa nhạc

#### Album phòng thu
- 365000 (2009)
- Cao nguyên đá (2014)
- Red (2022)
- Di sản (2024)

## Danh sách liveshow
- Liveshow Cao nguyên đá (Trung tâm triển lãm Giảng Võ, 2014)[28]
- Liveshow kỷ niệm 10 năm (tháng 10 năm 2017)[34]
- Liveshow Ride2Rock (Trung tâm Hội chợ Triển lãm Đài Phát thanh và Truyền hình Thanh Hoá, 28 tháng 5 năm 2022)
- Liveshow Ride2Rock (Quảng Trường Sun Carnival, Bãi Cháy, Hạ Long, Quảng Ninh, 6 tháng 8 năm 2022)
- Kỷ Niệm 15 năm (Polygon Musik, Hà Nội, 8 tháng 10 năm 2022)[57][58]